# Gai Cluvi
Gai Cluvi (en llatí Caius Cluvius) va ser un magistrat i militar romà del segle i aC. Era de la família dels Cluvi, que procedien de la Campània.
Va ser cònsol sufecte l'any 29 aC en temps d'August, que personalment el va nomenar. Segurament era el mateix Gai Cluvi que Juli Cèsar havia nomenat superintendent per la distribució de terres a la Gàl·lia Cisalpina el 45 aC, quan Ciceró el va escriure en nom de la ciutat d'Atella. També es fa referència a Gai Cluvi en una oració fúnebre de l'època d'August.